# Bogdanowo (Kaliningrad)
Bogdanowo (russisch Богданово, deutsch Emmahof) ist ein kleiner Ort in der russischen Oblast Kaliningrad. Er gehört zur kommunalen Selbstverwaltungseinheit Munizipalkreis Osjorsk im Rajon Osjorsk.

## Geographische Lage
Bogdanowo liegt drei Kilometer südwestlich der Rajonstadt Osjorsk (Darkehmen/Angerapp) unweit der Regionalstraße 27A-025 (ex R508). Ein Bahnanschluss besteht nicht.

## Geschichte
Der Wohnplatz Emmahof gehörte vor 1945 zur Stadt Darkehmen/Angerapp (heute russisch: Osjorsk). Im Jahr 1905 gab es dort 40 Einwohner in zwei Wohnstätten.
Infolge des Zweiten Weltkrieges kam der Ort zur Sowjetunion. 1950 erhielt er den russischen Namen „Bogdanowo“ und wurde dem Dorfsowjet Otradnowski selski Sowet in Rajon Osjorsk zugeordnet. 1963 gelangte Bogdanowo in den neu gebildeten Lwowski selski Sowet. Von 2008 bis 2014 gehörte der Ort zur Landgemeinde Krasnojarskoje selskoje posselenije, von 2015 bis 2020 zum Stadtkreis Osjorsk und seither zum Munizipalkreis Osjorsk.

## Kirche
Vor 1945 waren die überwiegend evangelischen Einwohner in das Kirchspiel Darkehmen (1938–1946 Angerapp) integriert. Es gehörte zum Kirchenkreis Darkehmen in der Kirchenprovinz Ostpreußen der Kirche der Altpreußischen Union. Die letzten deutschen Geistlichen waren die Pfarrer Johannes Gemmel und Helmut Passauer.
Seit den 1990er Jahren ist Bogdanowo in die Kirchenregion der Salzburger Kirche in Gussew eingegliedert, die der Propstei Kaliningrad innerhalb der Evangelisch-Lutherischen Kirche Europäisches Russland zugehört.